# Директива 2003/71/EC
Директива 2003/71/EC (Prospectus Directive, Директива Европейского Парламента и Совета 2003/71/ЕС о проспекте, подлежащем опубликованию при публичном предложении ценных бумаг или их допуске к торгам, и исправляющая Директиву 2001/34/EC, «Директива о проспектах» или «Директива») — нормативный документ ЕС (директива), устанавливающий требования к проспекту ценных бумаг, его утверждению и распространению. Директива распространяется на ценные бумаги при их публичном предложении или их допуске к торгам на регулируемом рынке, находящемся или действующем в пределах государства-участника.
Директива вступила в силу 31 декабря 2003. Директива подлежала внедрению Участвующими Государствами в национальное законодательство не позднее 1 июля 2005.
Директиву дополняет принятый Комиссией Регламент (ЕС) 809/2004, применяющий Директиву 2003/71/EC Европейского Парламента и Совета относительно информации, содержащейся в проспектах, а также формата, указания [информации] путём отсылки и опубликования таких проспектов и распространения рекламы («Применительный Регламент»). Применительный Регламент был принят 29 апреля 2004 и вступил в силу с 1 июля 2005.
Основная задача Директивы о проспектах состоит в введении для эмитентов ценных бумаг в ЕС эффективного режима единого паспорта. Путём гармонизации требований к составлению, одобрению и распространению проспекта Директива стремится дать эмитентам возможность использовать единый проспект при публичных предложениях и допуске к торгам на регулируемом рынке на территории всего ЕС, после одобрения этого проспекта компетентным органом одного Участвующего Государства («Родного Участвующего Государства»). Одобрение проспекта компетентным органом Родного Участвующего Государства должно признаваться всеми другими Участвующими Государствами («Принимающими Участвующими Государствами»), которые не вправе требовать прохождения дополнительных разрешительных процедур. Ожидалось, что таким образом она поможет эмитентам привлекать капитал на едином европейском рынке капитала, а также внедрит одинаково высокий уровень защиты инвесторов на территории всего ЕС. Директива о проспектах сменяет Директиву 89/298/ЕЕС («Директива о проспектах 1989») и положения Директивы 2001/34/ЕС от 28 мая 2001 («Директива о допуске») относительно листинговых проспектов (listing particulars), подлежащих опубликованию для допуска ценных бумаг к официальному листингу на фондовой бирже.

## Основные положения Директивы и Применительного Регламента[4]
Единый паспорт для эмитентов
Сердцевиной Директивы является единый паспорт для эмитентов. Одобренный Родным Участвующим Государством проспект является действительным при публичном предложении или допуске к торгам в любых других Участвующих Государствах, учитывая требования к переводу, которые в некоторых случаях могут ограничиваться требованием предоставить перевод резюме проспекта; никакое Принимающее Участвующее Государство не может требовать прохождения разрешительных или административных процедур в отношении уже одобренного Родным Участвующим Государством проспекта (Статья 17 Директивы).
Ограниченная свобода выбирать Родное Участвующее Государство
Свобода эмитента выбирать Участвующее Государство для утверждения проспекта значительно ограничена. Проспект не обязательно утверждается компетентным органом того государства, в котором делается предложение или ходатайство о листинге. В случае с зарегистрированным в ЕС эмитентом ценных бумаг (кроме неакционерных ценных бумаг с номиналом более 1000 евро или практически равнозначной суммы в другой валюте, и конвертируемых или обмениваемых ценных бумаг, когда базовые ценные бумаги выпускаются не тем же эмитентом или его группой) Родным Участвующим Государством всегда является государство, где у эмитента зарегистрированный офис (Статья 2(1)(m)(i) и (ii) Директивы). Это означает, что зарегистрированный в ЕС эмитент акций или долговых ценных бумаг с низким номиналом (менее 1000 евро за одну бумагу) всегда должен обращаться за утверждением проспекта в государстве, где у него зарегистрированный офис, даже несмотря на то, что ценные бумаги могут предлагаться или листинговаться исключительно в другом Участвующем Государстве. Такое положение, вероятно, является не вполне благоприятным для Участвующих Государств, которые прежде привлекали эмитентов из других Участвующих Государств в силу их быстрых и эффективных процедур утверждения.
Для зарегистрированных за пределами ЕС эмитентов акционерных ценных бумаг или долговых ценных бумаг с низким номиналом Родным Участвующим Государством является, обычно, Участвующее Государство, в котором эмитент впервые после вступления в силу Директивы публично предложил ценные бумаги или в котором сделано первое ходатайство о допуске к торгам; вместе с тем, имеется значительная неопределенность, порождаемая соответствующими положениями Директивы. Неясны, в частности, положения, относящиеся к эмитентам не из ЕС, у которых уже есть ценные бумаги, листингуемые на регулируемом рынке в ЕС.
Единый режим для предложений и допуска к торгам
Директива о проспектах вводит единый режим для проспектов при публичных предложениях ценных бумаг и допуске ценных бумаг к торгам на регулируемом рынке. Устраняется прежнее различие между проспектами и листинговыми проспектами (listing particulars).
Перепродажи листингуемых ценных бумаг
Текст Директивы предполагает, что проспект требуется не только при первом публичном предложении ценных бумаг (как предусмотрено Директивой о проспектах 1989), но также и в случае перепродажи ценных бумаг, которые были публично предложены ранее или которые уже допущены к торгам на регулируемом рынке (пункт 16 преамбулы, Статья 3(2) Директивы).
В связи с этим можно встретить рекомендацию покупателям значительных пакетов акций по возможности заключать с эмитентом соглашение, обязывающее последнего содействовать в предоставлении проспекта, если таковой потребуется. При этом следует учитывать, что Директивой 2010/73/EU от 24 ноября 2010 Статья 3(2) Директивы о проспектах была дополнена новым параграфом. Теперь предусмотрено, что в случае перепродажи ценных бумаг проспект не требуется, при соблюдении двух условий: имеется действительный в соответствии со Статьей 9 Директивы проспект, и эмитент или ответственное за составление такого проспекта лицо в письменном соглашении дает согласие на его использование.
Вторичные рынки
Требование публиковать проспект для допуска к торгам теперь распространяется на допуск ценных бумаг к торгам на вторичных рынках, если это регулируемые рынки (Статья 3(3) Директивы) и, следовательно, является более широким, нежели обязательство из Директивы о допуске, которая относилась только к официальным листингам.
В силу этого публичные предложения без прохождения листинга и допуск к вторичным рынкам теперь более обременительны, нежели чем до вступления в силу Директивы. В частности, это касается небольших компаний, использующих вторичные рынки, а также публичные предложения, чтобы привлекать капитал за пределами регулируемых рынков. Хотя положение малых и средних предприятий (МСП) и должно учитываться (Статья 7(2)(е) Директивы), однако Применительный Регламент до сих пор не содержит никаких поблажек в части требований к раскрытию для МСП.
Несколько листингов
Эмитенты, ценные бумаги которых листингуются на европейском регулируемом рынке и которые публиковали листинговый проспект в соответствии с Директивой о допуске, прежней Директивой 80/390/ЕЕС об отчетах при листинге, либо проспект согласно новой Директиве о проспектах, могут получить допуск таких ценных бумаг к торгам на других регулируемых рынках в ЕС, не будучи обязанными публиковать новый проспект (Статья 4(2)(h) Директивы, в особенности её подпункт (iii)).
Поглощения, слияния и разделения
Директива о проспектах изначально предусматривает, что публичное предложение исключается из требования о составлении проспекта, если ценные бумаги предлагаются в связи с поглощением или слиянием. Впоследствии эти две формы реорганизации были дополнены третьей — разделением (Статья 4(2)(с) и (d) Директивы в редакции Директивы 2010/73/EU от 24 ноября 2010).
Вместе с тем, в отличие от Директивы о проспектах 1989, это изъятие доступно, только если опубликован документ, который рассматривается компетентным органом как равнозначный проспекту. Директива, поэтому, не только регулирует проспекты в широком смысле, но отражается также и на документации при поглощениях, слияниях и разделениях.
Язык
Когда предложения делаются в нескольких Принимающих Участвующих Государствах, проспект может быть составлен на языке этих государств либо на «обычном для сферы международных финансов» языке, под которым понимается английский. Вместе с тем, если помимо иных стран предложение делается в Родном Участвующем Государстве, публикация проспекта обязательна также на языке данного государства, за исключением предложения неакционерных ценных бумаг с номиналом одной бумаги, по меньшей мере, 100 тыс. евро. Компетентный орган Принимающего Участвующего Государства может требовать перевод на свой официальный язык лишь резюме проспекта (Статья 19 Директивы).
Правила о языке проспектов в некоторой степени упрощают трансграничные предложения. Составленные на английском языке проспекты должны признаваться Принимающими Участвующими Государствами, за единственным исключением касательно перевода резюме по требованию компетентного органа. Вместе с тем, Родное Участвующее Государство по-прежнему может требовать составления проспекта на своем официальном языке, если предложение делается в этом государстве.
Учитывая изложенное, встречается мнение, что при наличии выбора более привлекательными Родными Участвующим Государствами для эмитентов считаются Участвующие Государства, официальный язык которых английский или которые разрешают составление проспектов на английском языке.
Форма и содержание проспекта
Директива о проспектах обеспечивает режим максимальной гармонизации и, соответственно, требования максимального охвата, тогда как Директива о проспектах 1989 и Директива о допуске предусматривали лишь минимальные требования относительно содержания и формата проспекта.
Вдобавок к традиционной форме проспекта как единого документа, Директива позволяет эмитентам делить проспект на три отдельных документа (регистрационный документ, описание ценных бумаг и резюме). Эмитенты, заблаговременно до конкретного выпуска ценных бумаг подготовившие регистрационный документ, могут найти дальнейшее проведение эмиссии более простым и дешёвым, поскольку до тех пор, пока регистрационный документ является актуальным, потребуются лишь описание ценных бумаг и резюме (Статьи 5(3), 9(4) Директивы). Вместе с тем, эта возможность, вероятно, представляет интерес в основном для часто привлекающих капитал и крупных эмитентов.
Директива о проспектах и Применительный Регламент подробно прописывают требования к формату и содержанию проспектов, которые основываются на «Международных стандартах раскрытия для трансграничных предложений и первоначального листинга иностранными эмитентами» (часть I) Международной организации комиссий по ценным бумагам (Статья 7(3) Директивы, пункт 2 преамбулы Применительного Регламента). Директива, следовательно, ведет к дальнейшему международному сближению формата и содержания проспектов, в особенности к их приближению к стандартам, принятым в США.
Список информации за год
Ранее Директива предусматривала, что эмитенты, ценные бумаги которых допущены к торгам на регулируемом рынке, должны ежегодно представлять документ, перечисляющий всю информацию, опубликованную в течение предшествующих 12 месяцев согласно правовым актам о ценных бумагах или регламентам в любой юрисдикции, включая юрисдикции за пределами ЕС.
Однако устанавливающая данное обязательство Статья 10 Директивы о проспектах в редакции Директивы 2010/73/EU от 24 ноября 2010 была исключена в связи с вступлением в силу Директивы 2004/109/ЕС, содержащей дублирующие положения.
Стандарты бухгалтерского учёта
По общему правилу Статьи 35 Применительного Регламента, финансовая информация об эмитенте, подлежащая включению в проспект, должна формироваться согласно Международным стандартам финансовой отчетности (IFRS, по-русски МСФО, принятым согласно Регламенту (ЕС) 1606/2002 Европейского Парламента и Совета от 19 июля 2002 о применении международных стандартов отчетности — «Регламенту по МСФО») или равнозначным стандартам третьей страны. Зарегистрированные в ЕС эмитенты могут публиковать финансовую информацию согласно локальным Общепринятым принципам бухгалтерского учёта (GAAP, по-русски ГААП или ОПБУ), допускаемым Регламентом по МСФО. Незарегистрированные в ЕС эмитенты могут представлять финансовую информацию в соответствии с их национальными бухгалтерскими стандартами, если они признаются равнозначными МСФО (к таковым относятся стандарты Японии, США, с 1 января 2012 года — также стандарты Китая, Канады и Южной Кореи, а с 1 января 2015 года — ещё и Индии). В остальных случаях эмитенты из третьих стран обязаны переделывать финансовую информацию согласно МСФО. Равнозначность оценивается в соответствии с механизмом, подлежащим установлению Комиссией.